# Оногошт
Оногошт је средњовековни назив за Никшић.
Оногошт је утврђење у Црној Гори око кога се развио данашњи Никшић. Налази се на стрмом узвишењу које се уздиже на око 20-25 метара изнад Никшићког поља. Издуженог је облика, са дужином од 214 метара и ширином од око 30 метара у свом средњем (најдужем) делу, а пружа се правцем север-југ. На најјужнијој тачки утврђења смештена је тзв. кула Небојша, која је имала три спрата и петоуглу основу, док се на крајњем северном делу налазе остаци нешто ниже куле осмоугаоне основе. Утврђење је данас делимично очувано и предмет је истраживања Центра за археологију и конзервацију Црне Горе, а планирана је реконструкција од стране Министарства културе Црне Горе. Састоји се из горњег града ( бедема) и доњег града ( вароши) . Овакав изглед утврђеног града потиче из турског периода.

## Настанак
Енглески археолог Артур Еванс је 1877.године обишао ослобођени Никшић и на основу конструкције зидова и општег плана утврђења, који је био у облику четвороугаоника са кулама на угловима и у средини бедема, а што је карактеристика римских утврђења, дошао до закључка да је стари град Оногошт подигнут у 3. или 4. вијеку и да су га саградили Римљани. За разлику од њега, историчари Константин Јиричек и Милан Шуфлај, сматрали су да је Оногошт који век “млађи”, те да су га подигли Готи крајем 5. или почетком 6. века, и да је град добио име по готском војсковођи Анагасту који се помиње у историјским изворима из 469. године.

## Оногошт у средњем веку
Оногошт се помиље у средњевековим списима и документима. Помиње га Поп Дукљанин у Барском родослову (Љетопису попа Дукљанина) као жупу Оногошт, која припада области коју назива Подгорје, а која заједно са Травунијом, Хумском земљом и Зетом чини Тетрархију. У средњевековној српској држави Немањића помиње се жупа Оногошт као саставни део српске краљевине. Одатле краљ Милутин, а касније и цар Урош воде преговоре са Дубровчанима.  Такође има помена Оногошта (под именом Анагастум) и у дубровачким изворима с обзиром да је каравански пут од Дубровника ка градовима у унутрашњости Србије ишао преко Оногошта.
Са распадом јединствене средњевековне српске државе, ова област је под самосталном влашћу Николе Алтомановића. А након пораза Алтомановића подпада под власт краља Твртка I Котроманића те жупа Оногошт улази у посед средњевековне племићке породице Косача, великих војвода Влатка Вуковића, Сандаља Хранића, Стефана Вукчића -Косаче који узима титулу Херцеге ( Војвода) од Светог Саве ,те од тада цела област се почиње звати Херцеговина. 

## У турско време
Са постепеним освајањем херцегове земље од стране Турака ( до 1483.), Турци заузимају и Оногошт. Који је током турског периода припадао Херцеговачком санџаку, управној јединици Османског царства. Турци су обновили зидине , сазидали кулу и путем повезали Оногошт са Мостаром. Током целог османског периода, Оногошт , касније прозван Никшић, је био јако војно упориште у источној Херцеговини, које је црногорска војска кнеза Николе I Петровића Његоша освојила 1877.године. 

## Опис
Петар Шобајић, антропогеограф, географ и етнолог, 1938. даје нам детаљан опис изгледа утврђеног града из турског периода:
"Он лежи на гребену стјеновите главице и пружа се по њој око 250 метара у дужини. Зидови града су дебели метар, понегд‌је и два, а високи четири и више метара. Свуда по зидовима су пушкарнице. На југу Горњег града је петоугаона и троспратна кула Небојша, која је бранила приступ граду са јужне стране. У сјеверном дијелу је осмоугаона кула и иза ње широка платформа, са које је неколико топова могло дејствовати на све стране. У средини града су двије топчане, квадратног облика, пет метара дуге и широке. У тврђави су двије зграде, сада зидине, а служиле су за стан диздара града и градску стражу. Поред топчана је дубок подрум укопан у стијени и озидан на своду. Ближе кули Небојши изнад Попа је други подрум гд‌је су Турци затварали тешке сужње. Прозват је „Петковача“ по харамбаши Петку Ковачевићу, који је у њему тамновао и кога су Турци оданде одвели у Мостар и објесили га 1864. године. 
Када је у питању Доњи град он се налазио испод Горњег. Био је ограђен тврђавом и опасан са три стране зидовима високим четири метра. На угловима и средини зидова имао је троспратне куле, које су биле прилагођене за пјешадијску одбрану. У врху су се зидови завршавали у облику банка (клупе) тако да је војник могао врхом зидова ићи кроз куле око града. Главна врата била су у кули на средини источног зида и звали су је Велика капија. Двије куле на крајевима овог зида називале су се Просена кула, у сјеверном крају, и Оса кула у јужном. Ова друга је имала шестоугаони облик, и у њој је био бунар и жрвањ за жито, који је окретао коњ. Једним попречним зидом Доњи град је био под‌јељен у сјеверни већи и јужни мањи дио. У сјеверном, или како су га звали „старом граду“, било је 18 кућа рисанских и новљанских муслима, и то су биле најстарије куће у турском Никшићу. Како је тај простор Доњег града био мали, куће су биле јако збијене са узаним сокацима између њих, тако да су коњи са товаром једва пролазили. У јужном дијелу Доњег града налазио се стан команданта града, једна болница, кухиње и магацини за резрвну храну. Над главним вратима Доњег града била је камена плоча са турским натписом, постављена онда када се зидао град". Ту плочу је према писању Петра Шобајића сачувао војвода Ђуро Церовић, али због зуба времена те 1938. године било тешко било шта са ње прочитати.

## Галерија
- Положај Оногошта и стање посједа 1441. године (по продору С. В. Косаче у Зету).

## Извори и литература
Извори
- Кунчер, Драгана (2009). Gesta Regum Sclavorum. 1. Београд-Никшић: Историјски институт, Манастир Острог.
- Живковић, Тибор (2009). Gesta Regum Sclavorum. 2. Београд-Никшић: Историјски институт, Манастир Острог.
- Мијушковић, Славко, ур. (1988) [1967]. Љетопис попа Дукљанина (2. изд.). Београд: Просвета & Српска књижевна задруга.
- Moravcsik, Gyula, ур. (1967) [1949]. Constantine Porphyrogenitus: De Administrando Imperio (2. изд.). Washington: Dumbarton Oaks Center for Byzantine Studies.
- Mošin, Vladimir, ур. (1950). Ljetopis popa Dukljanina. Zagreb: Matica hrvatska.
- Orbini, Mauro (1601). Il Regno de gli Slavi hoggi corrottamente detti Schiavoni. Pesaro: Apresso Girolamo Concordia.
- Орбин, Мавро (1968). Краљевство Словена. Београд: Српска књижевна задруга.
- Ферјанчић, Божидар (1959). „Константин VII Порфирогенит”. Византијски извори за историју народа Југославије. 2. Београд: Византолошки институт. стр. 1—98.
- Шишић, Фердо, ур. (1928). Летопис Попа Дукљанина. Београд-Загреб: Српска краљевска академија.

Литература
- Благојевић, Милош; Медаковић, Дејан (2000). Историја српске државности. 1. Нови Сад: Огранак САНУ.
- Ковачевић, Јован (1967). „Од доласка Словена до краја XII вијека”. Историја Црне Горе (PDF). 1. Титоград: Редакција за историју Црне Горе. стр. 279—444.
- Мишић, Синиша (2014). Историјска географија српских земаља од 6. до половине 16. века. Београд: Магелан Прес.
- Ћирковић, Сима (1970). „Зета у држави Немањића”. Историја Црне Горе (PDF). књ. 2, св. 1. Титоград: Редакција за историју Црне Горе. стр. 3—93.
- Ћирковић, Сима; Михаљчић, Раде, ур. (1999). Лексикон српског средњег века. Београд: Knowledge.
- Šabanović, Hazim (1959). Bosanski pašaluk: Postanak i upravna podjela. Sarajevo: Naučno društvo Bosne i Hercegovine.